# Langlaufen op de Olympische Winterspelen 2022 - Estafette mannen
De 4 x 10 kilometer estafette voor mannen tijdens de Olympische Winterspelen 2022 vond plaats op 13 februari 2022 in het National Cross-Country Centre in Zhangjiakou. Regerend olympisch kampioen was Noorwegen (Johannes Høsflot Klæbo, Simen Hegstad Krüger, Martin Johnsrud Sundby en Didrik Tønseth).

## Tijdschema
| Datum              | Lokale tijd | MET   |
| ------------------ | ----------- | ----- |
| zondag 13 februari | 15:00       | 08:00 |

## Uitslag
| Rang   | Bib | Land                                                                                     | Tijd                                      | Achterstand |
| ------ | --- | ---------------------------------------------------------------------------------------- | ----------------------------------------- | ----------- |
| Goud   | 2   | Russische ploeg Aleksej Tsjervotkin Aleksandr Bolsjoenov Denis Spitsov Sergej Oestjoegov | 1:54:50,7 30:14,7 29:32,0 27:22,6 27:41,4 | –           |
| Zilver | 1   | Noorwegen Emil Iversen Pål Golberg Hans Christer Holund Johannes Høsflot Klæbo           | 1:55:57,9 30:49,1 29:57,1 27:08,0 28:03,7 | +1:07,2     |
| Brons  | 3   | Frankrijk Richard Jouve Hugo Lapalus Clément Parisse Maurice Manificat                   | 1:56:07,1 31:04,9 29:51,5 27:02,1 28:08,6 | +1:16,4     |
| 4      | 4   | Zweden Oskar Svensson William Poromaa Jens Burman Johan Häggström                        | 1:57:00,4 31:16,0 29:30,4 27:08,3 29:05,7 | +2:09,7     |
| 5      | 7   | Duitsland Janosch Brugger Friedrich Moch Florian Notz Lucas Bögl                         | 1:57:46,5 30:38,2 30:18,5 28:08,1 28:41,7 | +2:55,8     |
| 6      | 6   | Finland Ristomatti Hakola Iivo Niskanen Perttu Hyvärinen Joni Mäki                       | 1:59:28,6 32:02,2 28:53,9 29:08,8 29:23,7 | +4:37,9     |
| 7      | 5   | Zwitserland Dario Cologna Jonas Baumann Candide Pralong Roman Furger                     | 2:00:13,3 31:12,1 30:51,9 28:32,8 29:36,5 | +5:22,6     |
| 8      | 14  | Italië Federico Pellegrino Francesco De Fabiani Giandomenico Salvadori Davide Graz       | 2:00:16,6 30:38,8 30:52,1 29:05,8 29:39,9 | +5:25,9     |
| 9      | 8   | Verenigde Staten Luke Jager Scott Patterson Gus Schumacher Kevin Bolger                  | 2:02:56,3 32:53,7 31:16,2 29:03,4 29:43,0 | +8:05,6     |
| 10     | 9   | Japan Ryo Hirose Hiroyuki Miyazawa Naoto Baba Haruki Yamashita                           | 2:03:01,5 31:13,0 32:49,4 28:50,1 30:09,0 | +8:10,8     |
| 11     | 10  | Canada Graham Ritchie Antoine Cyr Olivier Léveillé Rémi Drolet                           | 2:04:01,1 32:57,3 31:51,6 29:05,0 30:07,2 | +9:10,4     |
| 12     | 11  | Tsjechië Adam Fellner Michal Novák Petr Knop Jan Pechoušek                               | 2:04:57,8 31:48,8 31:58,1 29:06,0 32:04,9 | +10:07,1    |
| 13     | 13  | China Shang Jincai Liu Rongsheng Wang Qiang Chen Degen                                   | LAP 32:26,3 32:24,9 29:45,3               | +20:00,0    |
| 14     | 15  | Slovenië Miha Šimenc Miha Licef Vili Črv Janez Lampič                                    | LAP 31:11,5 33:19,2 29:47,9               | +20:00,1    |
| 15     | 12  | Estland Marko Kilp Alvar Johannes Alev Martin Himma Henri Roos                           | LAP 34:09,6 31:52,3                       | +20:00,2    |